# Johannes Mutters

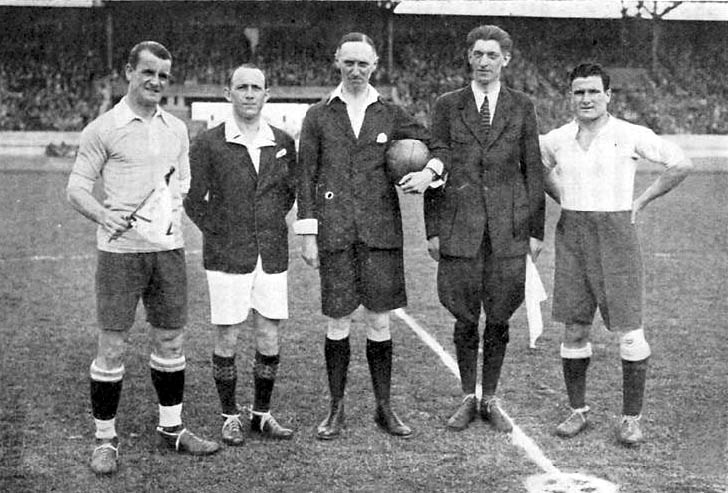
Vor dem olympischen Finale 1928: José Nasazzi (l.), Mutters (m.) und Luis Monti (r.)

D. Johannes „Job“ Mutters (* 19. Februar 1889 in Den Haag; † 8. März 1974 in Leidschendam) war ein niederländischer Fußballschiedsrichter.

## Karriere
Mutters leitete drei Spiele des olympischen Fußballturniers 1920, darunter das Halbfinalspiel Tschechoslowakei gegen Frankreich.
Beim olympischen Fußballturniers 1924 in Paris pfiff Mutters zwei Spiele und war als Schiedsrichter für das Endspiel zwischen Uruguay und der Schweiz vorgesehen. Nachdem die Uruguayer die Niederlande im Halbfinale besiegt hatten, lehnten sie wegen einer strittigen Elfmeterentscheidung in diesem Spiel den Einsatz eines niederländischen Schiedsrichters ab. Daraufhin wurde der Franzose Marcel Slawick für das Finale nominiert.
Vier Jahre später erhielt Mutters den Zuschlag für das Finale des Turniers von 1928 zwischen Argentinien und Uruguay. Nachdem das erste Spiel 1:1 unentschieden geendet hatte, leitete Mutters auch das Wiederholungsspiel, welches Uruguay mit 2:1 gewann.
Für die erste Fußball-Weltmeisterschaft 1930 in Uruguay wurde Mutters nicht berücksichtigt, da die Niederlande nicht teilnahmen.
Zwischen 1919 und 1935 leitete Mutters 35 Länderspiele.